# Ту Юю
Ту Юю (кит.: 屠呦呦, 30 грудня 1930, Нінбо, Республіка Китай) — китайська хімік та фармацевт, лауреат Нобелівської премії з фізіології або медицини 2015 року за відкриття, що стосуються лікування малярії. Премію вона отримала разом з Вільямом Кемпбеллом та Сатоші Омурою, яким вона була присвоєна за відкриття, що стосуються лікування інфекцій, які спричинюють круглі черві. Ту є першим китайським лауреатом Нобелівської премії з фізіології та медицини та першою громадянкою Китайської Народної Республіки, яка отримала Нобелівську премію в будь-якій категорії. Вона також перша китаянка, яка отримала премію Ласкера—Дебейкі (2011). Ту народилася, здобула освіту та проводила свої дослідження виключно в Китаї.